# Rue Béatrix-Dussane
Pour les articles homonymes, voir Smala (homonymie).
La rue Béatrix-Dussane est une voie du 15e arrondissement de Paris.

## Situation et accès
Elle est en sens unique de la rue Viala vers la rue de Lourmel.
Elle est desservie par la station de métro Dupleix.

## Origine du nom
Elle porte le nom de Béatrix Dussane, actrice et femme de lettres française.

## Historique
Cette voie faisait partie de l'ancienne commune de Grenelle, rattachée à Paris le 1er janvier 1860, et c'est par arrêté préfectoral du 7 juillet 1859 et un décret du 23 mai 1863 qu'elle fut classée dans la nomenclature de la voirie parisienne. Sa numérotation date d'un arrêt du 12 mai 1877.
Elle était autrefois une partie de la rue Letellier, avant de prendre le nom de « rue de la Smala », puis « rue Béatrix-Dussane », par un arrêté municipal du 27 juillet 1979.

## Bâtiments remarquables et lieux de mémoire
- No 6 : ancien couvent de religieuses[réf. nécessaire], converti en immeuble de rapport, fontaine au centre de la cour.
- Sous son ancien nom (rue de la Smala), la rue est mentionnée dans la chanson de Francis Mainville La Voix du sang interprétée par Les Frères Jacques : "Son vrai papa était bougnat rue de La Smala"